# شبکه های حساس به زمان

## شبکه حساس به زمان (Time-Sensitive Networking - TSN)
شبکه حساس به زمان (TSN) مجموعه‌ای از استانداردهای IEEE 802.1 است که توسط گروه کاری TSN در کمیته IEEE 802 توسعه یافته است. این استانداردها برای فراهم کردن ارتباطات اترنت با تأخیر کم، زمان‌بندی دقیق و قابلیت اطمینان بالا طراحی شده‌اند. هدف اصلی TSN تضمین کیفیت خدمات (QoS) از طریق مدیریت دقیق ترافیک و تأمین نیازهای صنعتی، خودرویی، و سایر کاربردهای حساس به زمان است.

## تاریخچه
شبکه حساس به زمان (TSN) به عنوان یک گام پیشرفته در ارتباطات اترنت تکامل یافته است. این استانداردها از نیازهای صنعتی و فناوری‌های مدرن سرچشمه گرفته‌اند که به ارتباطات تعیین‌شده و قابل پیش‌بینی نیاز دارند. توسعه TSN بر اساس موفقیت استانداردهای پیشین IEEE 802.1، از جمله Audio Video Bridging (AVB)، آغاز شد. این پروژه برای گسترش قابلیت‌های AVB به کاربردهای صنعتی و دیگر سیستم‌های پیچیده طراحی شده است.

## ویژگی‌ها
شبکه حساس به زمان (TSN) شامل مجموعه‌ای از ویژگی‌های کلیدی است که آن را برای کاربردهای حساس به زمان و حیاتی مناسب می‌کند. این ویژگی‌ها عبارت‌اند از:
1. هماهنگ‌سازی زمانی:  TSN از پروتکل هماهنگ‌سازی زمانی دقیق (Precision Time Protocol - PTP) استفاده می‌کند که طبق استاندارد IEEE 802.1AS تعریف شده است. این ویژگی امکان همگام‌سازی دقیق ساعت‌ها در سراسر شبکه را فراهم می‌کند.[۳]
2. زمان‌بندی مبتنی بر اولویت:  TSN با استفاده از زمان‌بندی مبتنی بر اولویت، تضمین می‌کند که ترافیک حیاتی (مانند داده‌های کنترلی صنعتی) در اولویت قرار گیرد و بدون تأخیر انتقال یابد.
3. حفاظت در برابر ازدحام:  این فناوری از مکانیزم‌هایی برای کنترل ازدحام و جلوگیری از کاهش کیفیت خدمات (QoS) استفاده می‌کند.[۴]
4. پیکربندی مرکزی:  در TSN، تنظیمات شبکه به صورت مرکزی مدیریت می‌شوند تا از عملکرد بهینه و سازگاری در سراسر شبکه اطمینان حاصل شود.
5. قابلیت اطمینان بالا:  TSN با استفاده از مکانیسم‌های افزونگی (Redundancy) و مسیریابی چندگانه، ارتباطات قابل اطمینان را حتی در شرایط بحرانی تضمین می‌کند.[۵]

## کاربردها
شبکه حساس به زمان (TSN) در حوزه‌های مختلفی که نیاز به ارتباطات قابل اطمینان و حساس به زمان دارند، مورد استفاده قرار می‌گیرد. برخی از این کاربردها عبارت‌اند از:
1. صنعت:  TSN در کارخانه‌ها و خطوط تولید برای هماهنگی دقیق بین ماشین‌آلات، روبات‌ها و سیستم‌های کنترلی استفاده می‌شود. این فناوری به ایجاد ارتباطات پایدار و قابل پیش‌بینی در محیط‌های صنعتی کمک می‌کند.
2. خودرو:  در خودروهای مدرن، TSN برای مدیریت سیستم‌های پیشرفته‌ای مانند سیستم‌های کمک‌راننده (ADAS)، ارتباطات داخل خودرو (In-Vehicle Networking) و سیستم‌های اطلاعاتی-سرگرمی (Infotainment) استفاده می‌شود.
3. اینترنت اشیا (IoT):  در کاربردهای IoT، TSN برای هماهنگ‌سازی دستگاه‌های هوشمند و سنسورها در شبکه‌های گسترده استفاده می‌شود. این فناوری تضمین می‌کند که داده‌ها با تأخیر کم و دقت بالا منتقل شوند.[۶]
4. شبکه‌های انرژی:  در سیستم‌های انرژی هوشمند مانند شبکه‌های برق، TSN به مدیریت بهتر زیرساخت‌های توزیع و هماهنگی بین تجهیزات کمک می‌کند.
5. پخش رسانه‌ای (Media Streaming):  در پخش رسانه‌ای زنده و سیستم‌های صوتی-تصویری حرفه‌ای، TSN برای کاهش تأخیر و بهبود کیفیت خدمات (QoS) استفاده می‌شود.

## مزایا
شبکه حساس به زمان (TSN) مزایای متعددی دارد که آن را برای کاربردهای صنعتی و حساس به زمان بسیار ارزشمند می‌کند. برخی از این مزایا عبارت‌اند از:
1. تعیین‌پذیری (Determinism):  TSN تضمین می‌کند که داده‌های حیاتی در بازه‌های زمانی مشخص و بدون تأخیر ارسال شوند. این ویژگی برای کاربردهای حیاتی مثل کنترل صنعتی و خودروها بسیار مهم است.[۷]
2. انعطاف‌پذیری:  TSN قابلیت انطباق با انواع مختلفی از شبکه‌ها و کاربردها را دارد. این ویژگی آن را برای استفاده در محیط‌های مختلف صنعتی، تجاری و خانگی مناسب می‌کند.
3. استفاده از اترنت استاندارد:  TSN بر پایه فناوری اترنت استاندارد عمل می‌کند، به همین دلیل می‌تواند در کنار شبکه‌های موجود بدون نیاز به تغییرات گسترده استفاده شود.
4. کیفیت خدمات (QoS):  TSN با مدیریت ترافیک شبکه، کیفیت خدمات را بهبود می‌دهد و از اولویت‌بندی ترافیک حیاتی اطمینان حاصل می‌کند.
5. افزایش بهره‌وری:  با کاهش تأخیرها و افزایش قابلیت اطمینان شبکه، TSN می‌تواند بهره‌وری سیستم‌های صنعتی و شبکه‌های پیچیده را افزایش دهد.

## محدودیت‌ها
اگرچه شبکه حساس به زمان (TSN) دارای مزایای قابل توجهی است، اما برخی محدودیت‌ها نیز دارد که باید در نظر گرفته شوند:
1. پیچیدگی پیاده‌سازی:  TSN به پیکربندی دقیق و مدیریت مرکزی نیاز دارد که ممکن است برای برخی از سازمان‌ها دشوار و زمان‌بر باشد.
2. هزینه‌های بالا:  تجهیزات مورد نیاز برای پشتیبانی از TSN (مانند سوئیچ‌ها و دستگاه‌های سازگار) ممکن است گران‌قیمت باشند. همچنین آموزش پرسنل برای استفاده از این فناوری هزینه‌بر است.
3. سازگاری با سیستم‌های قدیمی:  ادغام TSN با زیرساخت‌های قدیمی شبکه ممکن است چالش‌برانگیز باشد و نیاز به ارتقاء تجهیزات موجود داشته باشد.
4. پیچیدگی استانداردها:  تنوع استانداردهای TSN می‌تواند منجر به پیچیدگی در انتخاب و پیاده‌سازی فناوری مناسب برای نیازهای خاص شود.

## جمع‌بندی
شبکه حساس به زمان (TSN) یکی از فناوری‌های پیشرو در زمینه شبکه‌های اترنت است که به واسطه ویژگی‌هایی همچون هماهنگ‌سازی زمانی دقیق، تأخیر کم و تضمین کیفیت خدمات (QoS)، توانسته نیازهای حساس به زمان در صنعت، خودرو و سایر کاربردهای مدرن را برطرف کند.
با اینکه TSN چالش‌هایی مانند هزینه بالا و پیچیدگی پیاده‌سازی دارد، مزایای آن از جمله تعیین‌پذیری، انعطاف‌پذیری و استفاده از اترنت استاندارد، این فناوری را به انتخابی مناسب برای کاربردهای حیاتی تبدیل کرده است.
با رشد روزافزون اینترنت اشیا (IoT) و سیستم‌های هوشمند، اهمیت TSN به‌عنوان بخشی از زیرساخت ارتباطات آینده افزایش خواهد یافت. این فناوری نقشی کلیدی در توسعه شبکه‌های صنعتی و خودرویی خواهد داشت و در ایجاد سیستم‌های پایدار و قابل‌اعتماد برای آینده نقش‌آفرینی می‌کند.